# Història de la República Centreafricana
Aquest article tracta sobre la història de la República Centreafricana des de l'arribada dels europeus fins a la història recent.

## Abans de l'arribada dels europeus
Els primers habitants de la zona, abans pràcticament coberta tota per boscos, eren pigmeus babinga i bantus. La majoria dels habitants de l'actual República Centreafricana es van instal·lar en aquest territori a partir de la meitat del segle xviii. Algunes poblacions de llengua sudanesa van emigrar en aquest període cap a zones boscoses, fugint de l'arribada de guerrers peuls i dels traficants d'esclaus. Amb tot, l'esclavisme va estar omnipresent als altiplans centreafricans durant tot el segle xix. L'estat va ser annexionat posteriorment per expedicions àrabs des de Bahr al-Ghazal.

## Colonialisme francès
La penetració europea al territori de l'actual República Centreafricana va començar a finals del segle xix (entre 1875 i 1900). Pierre Savorgnan de Brazza va prendre el lideratge i es va establir al Congo francès amb casernes centrals a la ciutat que després portaria el seu nom (Brazzaville), i va enviar expedicions a remuntar el riu Ubangui per tal d'expandir les propietats franceses al territori central de l'Àfrica. El rei Leopold II de Bèlgica, Alemanya i el Regne Unit també competien per estendre les seves possessions a l'actual territori de la República Centreafricana.
El 1889 els francesos van crear un enclavament a les ribes del riu Ubangui a Bangui, la qual més tard seria la capital d'Ubangui-Chari de la República Centreafricana. De Brazza va enviar expedicions el 1890-91 al riu Shang a la regió que en l'actualitat correspon al sud-oest de la República Centreafricana. De Brazza i els colonialistes francesos desitjaven expandir els límits del Congo francès per tal de connectar amb els territoris francesos a l'oest, nord i est de l'Àfrica.
El 1894 els límits del Congo francès van ser fixats en tractats amb els territoris del rei Leopold II de Bèlgica (Estat lliure del Congo) i amb Camerun, ocupat aleshores pels alemanys. Quan els negociadors europeus van acordar els límits del Congo francès, França va buscar la manera de poder resoldre la costosa ocupació, administració i desenvolupament del territori. Les notícies de l'èxit econòmic assolit per les concessions a companyies privades per part del rei Leopold II de Bèlgica a l'Estat Lliure del Congo van convèncer el govern francès d'atorgar a 17 companyies privades grans concessions dins de la regió Ubangui-Chari el 1889.
A canvi dels drets d'explotació d'aquestes terres, les companyies es van comprometre a pagar impostos a l'estat colonial francès i a promoure les seves concessions. Les companyies van utilitzar agents europeus i africans, que sovint empraven mètodes brutals i atroços per a explotar els treballadors centreafricans.
Durant la segona dècada del govern colonial francès (1910-1920), les companyies privades com l'estat colonial francès van continuar utilitzant mètodes brutals per a forçar els habitants locals a treballar per a ells.

## Independència
L'1 de desembre de 1958, la colònia Ubangui-Chari es va convertir en un territori autònom dins de la Comunitat Francesa, i prengué el nom de República Centreafricana. El pare fundador i president del Consell de Govern fou Barthélemy Boganda, mort en un misteriós accident aeri el 1959, tan sols vuit dies abans de les darreres eleccions en l'era colonial de la República Centreafricana.

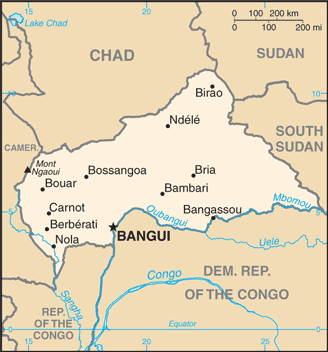
República Centreafricana

El 13 d'agost de 1960, la República Centreafricana es va independitzar i dos dels principals col·laboradors de Boganda, Abel Goumba i David Dacko, es van veure involucrats en una lluita interna pel poder. Amb el suport dels francesos, Dacko va aconseguir el poder i Gumbo va ser arrestat, i s'establí cap al 1962 un estat de partit únic.
El 31 de desembre de 1965 Dacko va ser derrocat pel seu cosí el general Jean-Bédel Bokassa, que va suspendre la constitució i va dissoldre l'Assemblea Nacional, es va nomenar a si mateix emperador Bokassa I i va establir una excèntrica dictadura militar. El 1976 Bokassa va canviar el nom de l'estat per Imperi centreafricà i s'autoproclamà emperador amb el nom de Bokassa I en una fastuosa cerimònia inspirada en la coronació de Napoleó. Les seves constants violacions dels drets humans, entre altres motius, van dur França a donar suport a un cop d'estat en contra seu, el qual va portar novament al poder a David Dacko, que al seu torn va ser derrocat l'1 de setembre de 1981 pel general André Kolingba amb un altre cop d'estat.
Kolingba va suspendre la constitució i va dirigir una junta militar fins al 1985, va incorporar la constitució de 1986 que va ser adoptada per un referèndum nacional, i va crear el seu propi partit Rassemblement démocratique Centrafricain (RDC). El 1987 les eleccions parlamentàries van ser boicotejades pels dos grans opositors a Kolingba, Abel Goumba i Ange-Félix Patassé, perquè els seus partits no van ser habilitats per competir en les eleccions.
El 1990, després de la caiguda del comunisme, el moviment a favor de la democràcia es va tornar molt actiu. El maig de 1990 es va signar una carta per part de 253 ciutadans, que volien convocar una Convenció nacional, però Kolingba va refusar aquesta petició. Després de les pressions dels estats occidentals, Kolingba va accedir a celebrar eleccions lliures a l'octubre de 1992 amb ajuda de les Nacions Unides mitjançant la seva Oficina d'assistència electoral. Tanmateix, en haver-hi possibilitat d'irregularitats, Kolingba va suspendre les eleccions per tal de mantenir-se al poder. Precedentment s'havia presentat una molt forta pressió de GIBAFOR per establir un Consell Nacional Polític provisori per a la República (CNPPR), el mateix que una Comissió electoral mixta que inclogués representants de tots els partits polítics.

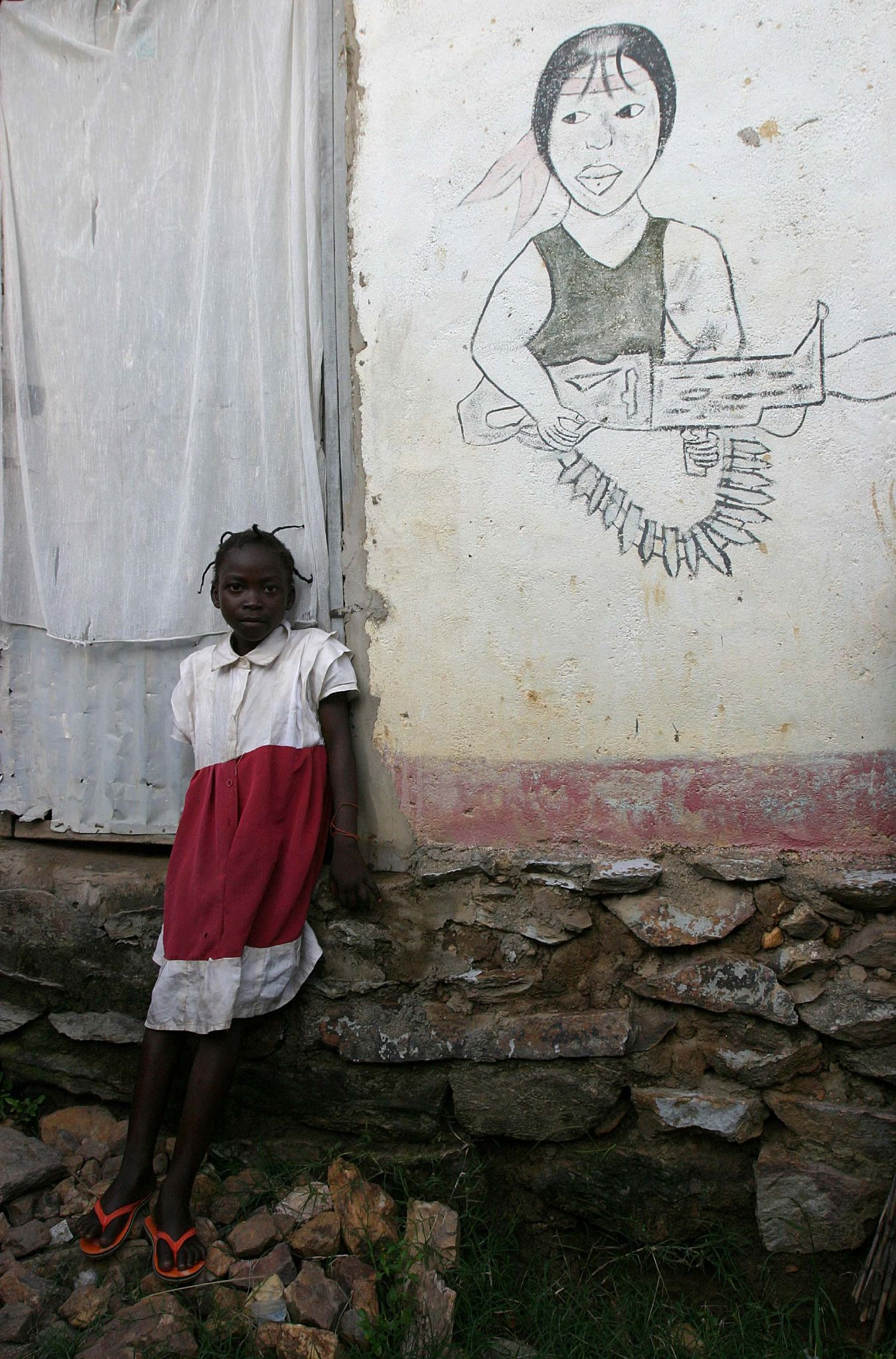
Nena centreafricana i dibuix sobre la guerra

Després de les eleccions del 1993 amb el suport de la comunitat internacional, Ange-Félix Patassé va obtenir el primer lloc en la primera ronda de les eleccions seguit per Abel Goumba i David Dacko; Kolingba va acabar-ne en quart lloc. A la segona volta electoral Patassé es va imposar sobre Goumba amb un 52,5% de vots que en la seva majoria provenien dels votants de Gbaya, Karee, Kaba i grans poblacions del nord-oest, a diferència dels vots de Goumba, que provenien de les poblacions del sud i l'est.
Com a conseqüència, el partit que va dur Patassé a la presidència, el Moviment per l'Alliberament del Poble Centreafricà (MLPC), va obtenir una majoria simple, però no absoluta al Parlament, per la qual cosa va necessitar socis per formar una coalició de govern.
El 1994 el president Patassé va retirar el grau militar a l'expresident de facto Kolingba i el desembre d'aquest any va ser aprovada una nova Constitució per al país, promulgada el 14 de gener de 1995.
Durant els anys 1996 i 1997 es van produir diversos motins contra el govern de Patassé acompanyats de saquejos, destrucció i tensió ètnica. El 25 de juny de 1997 els acords de pau de Bangui van establir la creació d'una força militar africana amb la finalitat de garantir la seguretat a l'estat. La Missió Interafricana de Vigilància dels Acords de Bangui (MISAB) va ser encapçalada per l'expresident de Mali Amadou Touré, que també va oficiar com a cap de mediadors i va impedir l'entrada dels rebels al govern el 7 d'abril de 1997; aquesta missió va ser reemplaçada amb posterioritat per les forces de pau de les Nacions Unides a la República Centreafricana (MINURCA).
A les eleccions parlamentàries de 1998 el partit d'André Kolingba va guanyar 20 dels 109 escons, la qual cosa va significar el seu retorn a la política, malgrat que el 1999 encara amb moltes denúncies de corrupció del seu govern Patassé va obtenir el seu segon mandat a la presidència.

## Segle XXI
El 28 de maig de 2001, les forces rebels van prendre diversos punts estratègics a Bangui en un fallit cop d'estat en què els caps de la milícia, Abel Abrou i el general François N'Djadder Bedaya, van ser assassinats. Patassé, amb el suport de tropes del rebel Jean-Pierre Bemba, de la República Democràtica del Congo, i soldats libis, va reprimir l'intent de cop d'estat. Amb posterioritat, els soldats fidels a Patassé van venjar-se contra els rebels, conflicte que es va traduir tant en la destrucció de centenars de llars al voltant de la capital, Bangui, com en l'acusació de tortura i assassinat de molts opositors al règim.

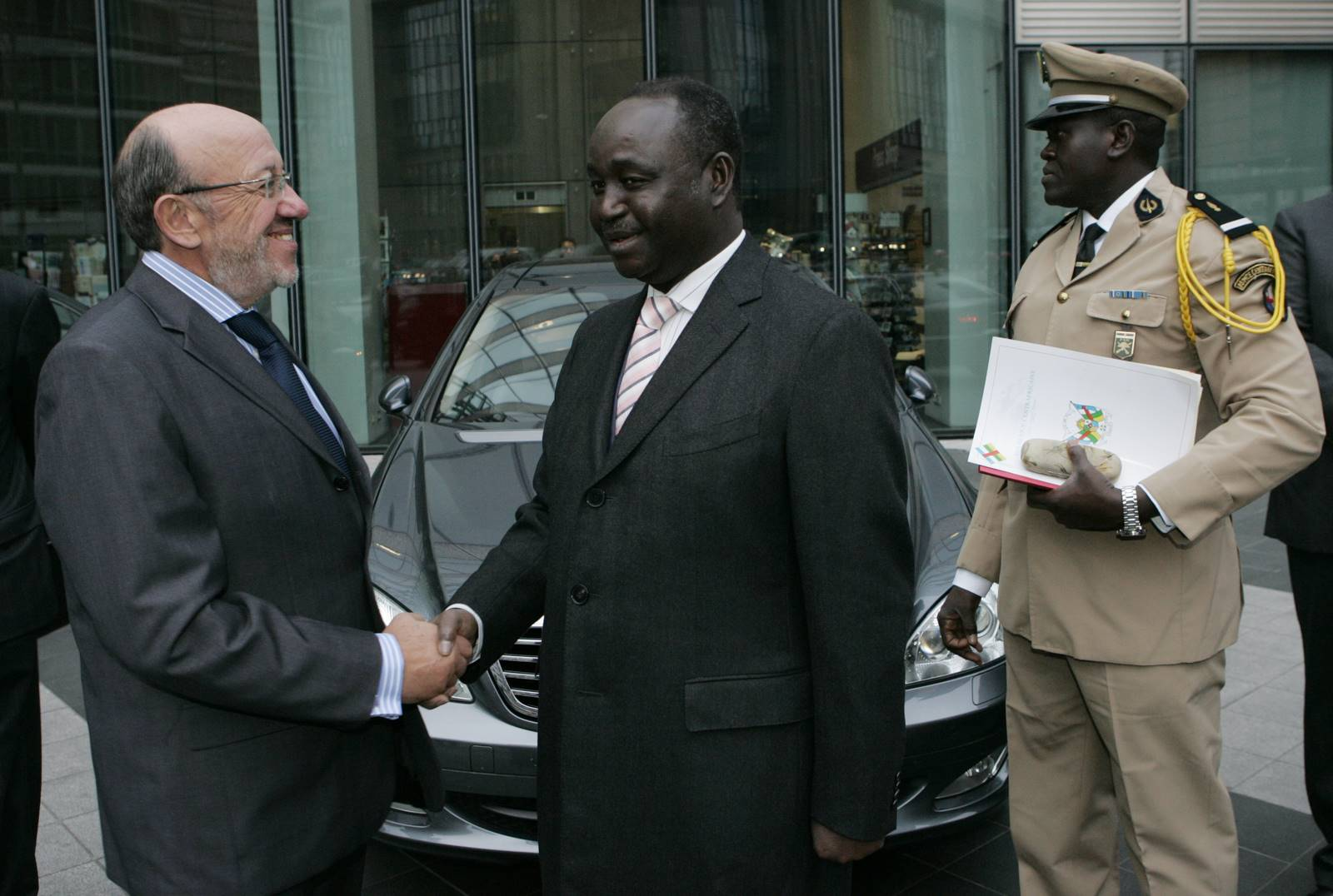
François Bozizé, president de la República Centreafricana, a Brussel·les

Després d'això, el govern de Patassé va acusar el general François Bozizé d'estar preparant un nou cop d'estat. Bozizé va fugir amb les seves tropes lleials cap al Txad i, el 25 d'octubre de 2002, va llançar un atac sorpresa contra Patassé, que es trobava fora de l'estat. Els soldats libis i les tropes congoleses rebels de Bemba van fallar en el seu intent d'aturar els rebels, els quals van prendre el control de l'estat i deportaren a Patassé.
François Bozizé va suspendre la Constitució i nomenà un gabinet amb diversos membres de partits de l'oposició. Abel Goumba, que gaudia de gran respecte com a polític entre la població centreafricana, va ser nomenat vicepresident, cosa que va donar al govern de Bazizé una certa imatge positiva. Bazizé va establir un Consell Nacional de Transició amb la finalitat de redactar una nova Constitució, que va ser aprovada, i l'any 2003 Bozizé va guanyar la presidència en segona volta en les eleccions, a les quals Patassé no va poder presentar-se.